# Hanna Baciuszka
Hanna Jauhienauna Baciuszka (biał. Ганна Яўгенаўна Бацюшка, ur. 24 października 1981) – białoruska sztangistka. Srebrna medalistka olimpijska z Aten.
Zawody w 2004 były jej drugimi igrzyskami olimpijskimi, brała udział w IO 00 (ósme miejsce) i w IO 08 (siódme miejsce). W 2004 zajęła drugie miejsce w kategorii do 63 kilogramów. W 2003 była trzecia na mistrzostwach świata. W 2006 zajęła drugie miejsce na mistrzostwach Europy oraz była brązową medalistką tej imprezy w 2007.